# 올롤라이
올롤라이(Ollolai)는 이탈리아 사르데냐 누오로도의 바르바자 중심부에 위치한 코무네이다. 영토는 2,734 헥타르 (6,760 ac)의 면적을 차지한다. 올롤라이의 바르바지아의 주요 마을이다.

## 명소

### 건축물
마을의 주요 광장은 20세기 초에 광장을 가로지르던 개천의 물길을 돌려 조성되었다. 광장 안에는 대천사 미카엘에게 봉헌된 교회가 있는데, 후진에는 카르멜로 플로리스의 그림이 있고 올롤라이 주민인 프랑코 부수(Franco Bussu)가 그린 십자가상이 있다. 교회의 가장 오래된 부분은 바르톨로메오에게 봉헌된 예배당이다.

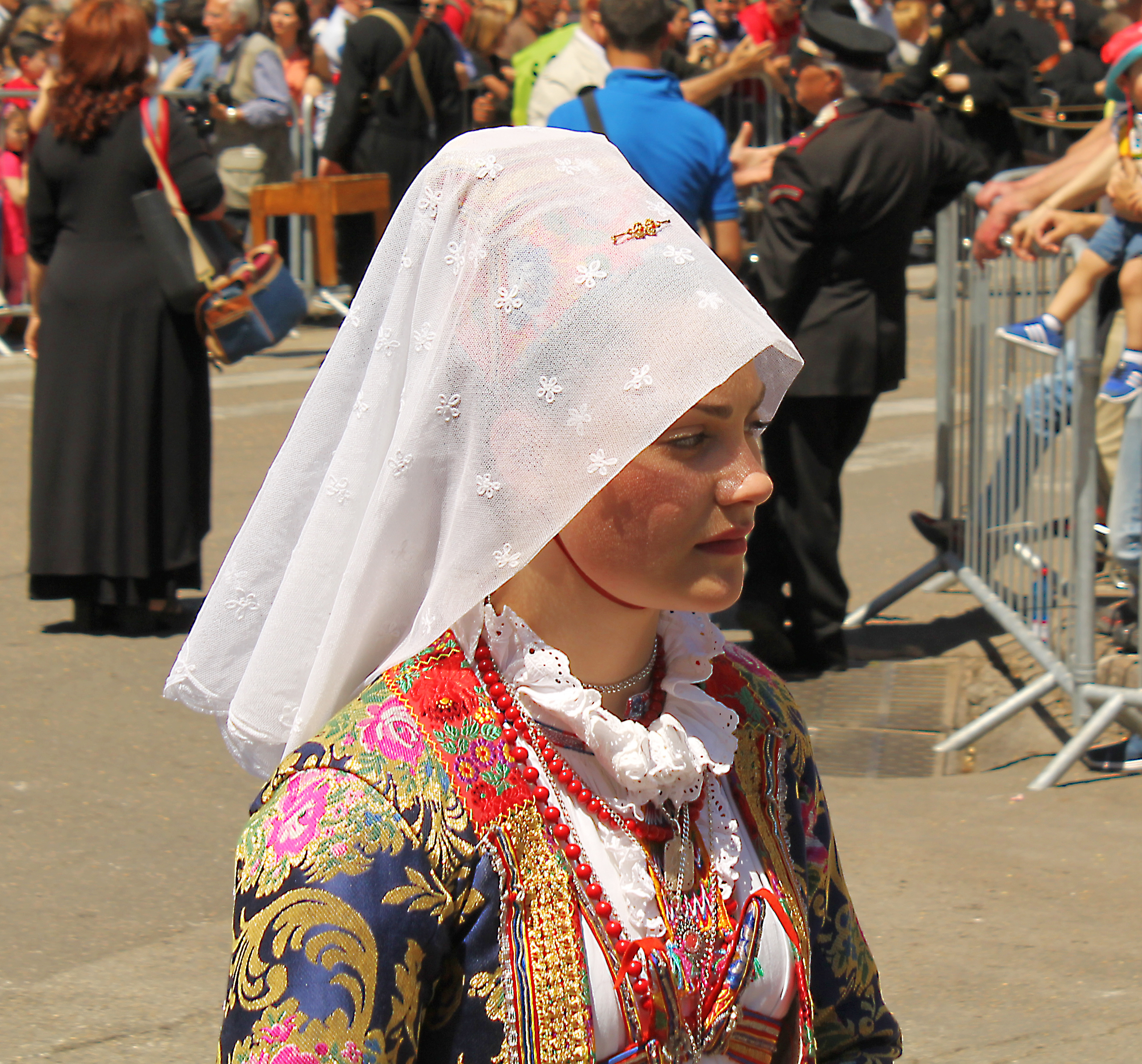
전통 올롤라이 드레스를 입은 여성

마을 중심부 근처에는 안토니오 디 파도바에게 봉헌된 또 다른 교회가 있는데, 그곳에서는 전통적으로 성 안토니오 축제가 모닥불과 함께 열린다.
마을에서 계곡을 향해 몇 킬로미터 떨어진 곳에는 1970년대에 로마네스크 양식 교회를 철거한 후 재건된 베드로에게 봉헌된 교회가 있다.
화강암 봉우리로 둘러싸인 계곡에는 바실리오 수도사들이 지었으며, 바실리오 수도사들이 추방된 후에는 프란체스코회 수도사들이 사용했던 케사리아의 바실리오스에게 봉헌된 교회가 있다. 인접한 수도원은 나중에 지어졌다.

### 수자원
이 도시는 수자원이 풍부하다. 가장 유명한 것은 마을 중심부에 원천이 있는 구푼니오(Gupunnio)이며, 최근에는 레지나 폰티움(Regina Fontium)으로 이름이 변경되었다. 수 사푸나도르주(Su Sapunadorju) 분수도 있으며, 마을에서 수백 미터 떨어진 곳에는 한때 급수장으로 사용되었던 수 푸투(Su Puthu)가 있다.

## 인구 감소 및 2024년 미국 대선
1925년 이래로 올롤라이의 인구는 경제적인 이유로 가족들이 떠나면서 2,250명에서 1,150명으로 감소했다. 2024년 미국 대통령 선거 이후, 이 마을은 올롤라이로 이주를 희망하는 미국인들에게 개조가 필요한 주택을 1유로에 제공할 것이라고 발표했다. 또한 이 마을은 디지털 유목민에게 무료 임시 주택을 제공하고, 최대 €100,000 (US$105,000)까지 바로 입주할 수 있는 주택을 제공한다. 올롤라이 시장은 선거 후 몇 주 동안 38,000건의 요청을 받았다고 말했다.

## 저명한 인물
- 미셸레 콜룸부 (1914년–2012년), 사르데냐 행동당 (사르데냐 민족주의 정당) 지도자
- 프란코 콜룸부 (관계 없음, 1941년–2019년), 보디빌더 겸 배우, 미스터 올림피아 2회 우승
- 아놀드 슈워제네거 (1947년생), 오스트리아계 미국인 배우 겸 정치인, 올롤라이 명예 시민[5]